# Alice Orpheus
 (février 2018).
Si vous disposez d'ouvrages ou d'articles de référence ou si vous connaissez des sites web de qualité traitant du thème abordé ici, merci de compléter l'article en donnant les références utiles à sa vérifiabilité et en les liant à la section « Notes et références ».
Alice Orpheus est un compositeur-auteur-interprète français.

## Historique
Compositeur mêlant vocabulaire contemporain, musique électronique et classique, singer-songwriter,  Alice Orpheus a étudié la musique aux CNR de Rueil-Malmaison et Gennevilliers, ainsi qu'au New England Conservatory de Boston (MA) en jazz, musique classique et musiques improvisées. 
Il a étudié notamment avec William Ftizpatrick, Paul Bley, Ran Blake, Hankus Netsky, Marcus Thompson  et Bob Brookmeyer.  Il a enseigné entre autres  à l'université d'Auckland en Nouvelle- Zélande mais aussi au Cours Florent Musique (Paris) ou il a ouvert une classe de méthodologie.

### Komplex de Deep
En 2009, Alice Orpheus signe avec le label de deep House Komplex de Deep  et sort en collaboration avec Master-H 3 Maxis, My Lady (2009) Out of this life (2010) et I'm a drifter who can't let go (2011)

### 2084
2084 est une mini série musicale, écrite et composée par Alice Orpheus. Commande de la ville de Chevilly-Larue (94) et du Conservatoire de danse et de musique, sous la direction Dominique Guiguet, 2084 réuni plus de 80 élèves, 3 écoles, 1 conservatoire, 1 soliste et un compositeur.

## Discographie
- Electric Birds / Alice Orpheus Contemporary classical music (2020)
- Cage and Thirst / Alice Orpheus  Contemporary classical music (2020)
- Alice Orpheus  - Ep alternative R&B (2019)
- [Master-H Presents Alice Orpheus : My Lady] (2009)
- [Master-H Presents Alice Orpheus : Out of this life, Take 1] (2010)